# Anton Korošec
Anton Korošec (Biserjane, 12 de maio de 1872 – Belgrado, 14 de dezembro de 1940) foi um político iugoslavo, um membro proeminente do conservador Partido Popular, um padre católico romano e um orador notável. 

## Biografia
Korošec nasceu em Biserjane (então Ducado da Estíria, Áustria-Hungria, hoje parte da Eslovênia) e estudou em Ptuj e em Maribor. Ele estudou teologia e foi ordenado padre em 1895. Ele completou sua educação com um doutorado em teologia pela Universidade de Graz em 1905. Ele era amigo de Janez Evangelist Krek e adotou suas visões políticas. 

## Carreira política
Em 1907, Korošec foi eleito para o Reichsrat como membro do Partido Popular Esloveno, onde, como presidente do Clube Iugoslavo, leu a Declaração de Maio, que pedia que todos os eslavos do sul fossem unificados em uma unidade estatal dentro da monarquia austro-húngara. Após a dissolução da Áustria-Hungria, o Conselho Nacional dos Eslovenos, Croatas e Sérvios, do qual Korošec era o presidente, declarou a criação do Estado dos Eslovenos, Croatas e Sérvios em 29 de outubro de 1918. Anteriormente, Korošec e Nikola Pašić concordaram com os termos da Declaração de Genebra, na qual o Reino da Sérvia reconhecia a igualdade de direitos dos diferentes componentes de tal estado caso se unisse a ele em uma confederação. Desde o início, porém, os sérvios favoreceram o controle central e o subsequente Reino dos Sérvios, Croatas e Eslovenos foi uma monarquia unitária. 
Korošec foi vice-presidente no primeiro governo do Reino dos Sérvios, Croatas e Eslovenos em 1918. Como líder do Partido Popular Esloveno, ele mais tarde colaborou em dois governos de direita. Apesar da derrota em 1920, o Partido Popular Esloveno foi novamente vitorioso na Eslovênia em 1924 e Korošec foi escolhido para ser vice-presidente do governo. Em 1924 e 1927, ele também foi ministro do Interior. Korošec se opôs à adoção da Constituição de Vidovdan e fez campanha por maior autonomia para os eslovenos dentro do Reino dos Sérvios, Croatas e Eslovenos até que o Partido Popular Esloveno se uniu aos radicais sérvios para formar um governo centralista e a ideia foi posta de lado. Após o assassinato de Stjepan Radić em 1928, a fim de garantir mais paz entre os grupos étnicos, o rei chamou Korošec para liderar o primeiro governo da Iugoslávia sem um primeiro-ministro sérvio, mas o monarca logo o demitiu quando a ditadura de 6 de janeiro foi proclamada. Korošec também foi ministro no governo de Petar Živković em 1929. Ele tentou resolver a crise no país por meios democráticos, mas o governo caiu em 1930 sob pressão da Eslovênia. 
Em oposição, Korošec elaborou a Declaração Eslovena (Slovenska deklaracija), que apelava a uma nova união multinacional de eslovenos, croatas e sérvios. Esta proposta também pareceu atraente para os eslovenos que viviam no litoral esloveno e na Caríntia, que faziam fronteira com o estado existente. Korošec foi exilado na ilha de Hvar em 1933. O Partido Popular Esloveno posteriormente boicotou as eleições parlamentares de 1935. Korošec, no entanto, foi nomeado ministro do Interior no governo de Milan Stojadinović no mesmo ano. Ele ajudou a facilitar um acordo entre Dragiša Cvetković e Vladko Maček e foi ministro da educação em seu governo. Enquanto estava no governo de Stojadinović, Korošec defendeu uma política de relações próximas com a Alemanha Nazista. Como Ministro da Educação no governo iugoslavo de Macek-Cvetkovic, em outubro de 1940, Korošec introduziu duas leis antissemitas. Uma limitava a participação de judeus na indústria atacadista de alimentos, enquanto a outra impunha um limite ao número de estudantes judeus em escolas secundárias e universidades. Quando outros ministros se opuseram às leis, Korošec insistiu que não apresentá-las colocaria em risco as relações com a Alemanha, e as leis foram de fato aceitas. 
Perto do fim de sua vida, ele falou abertamente contra a Maçonaria, o Comunismo e o Judaísmo. Enquanto servia como Ministro do Interior no governo iugoslavo, Korošec declarou "todos os judeus, comunistas e maçons como traidores, conspiradores e inimigos do Estado".  Ele também organizou a organização anticomunista Sentinela na Tempestade [sl] (Straža v viharju). 

## Morte
Korošec morreu aos 68 anos em Belgrado (então Reino da Iugoslávia, hoje República da Sérvia). 